# Diego Gregorio Cadello
Diego Gregorio Cadello (ur. 1 marca 1735 w Cagliari, zm. 5 lipca 1807 tamże) – włoski duchowny katolicki, kardynał, arcybiskup Cagliari.
Święcenia kapłańskie przyjął 20 maja 1758 w Cagliari. 29 stycznia 1798 został wybrany arcybiskupem Cagliari. Sakrę otrzymał 27 maja 1798 w Iglesias z rąk biskupa Giuseppe Domenico Porqueddu. 17 stycznia 1803 Pius VII wyniósł go do godności kardynalskiej. 